# Louis Fieser
Louis Frederick Fieser (7 avril 1899 — 25 juillet 1977) est un chimiste organicien américain, professeur et, en 1968, professeur émérite à l'Université Harvard. Il est connu pour avoir inventé le napalm alors qu'il travaille à Harvard en 1942. Il mène des travaux sur les agents de coagulation du sang, notamment la première synthèse de vitamine K, la synthèse et le criblage de quinones comme médicaments antipaludéens, des travaux avec des stéroïdes conduisant à la synthèse de cortisone et l'étude de la nature des hydrocarbures aromatiques polycycliques.

## Biographie
Fieser est né à Columbus, Ohio, obtient son BA en chimie en 1920 au Williams College et son doctorat sous James Bryant Conant à Harvard en 1924. Ses recherches de deuxième cycle portent sur la mesure des potentiels d'oxydation dans l'oxydation des quinones. En 1924-1925, Fieser travaille à l'Université d'Oxford avec William Henry Perkin Jr. et avec Julius von Braun à l'Université de Francfort en tant que postdoc. Entre 1925 et 1930, il travaille au Bryn Mawr College où il rencontre sa future épouse. Il part ensuite à l'Université Harvard.
Avec son assistant de recherche et sa femme Mary Peters Fieser (MA, 1936, Radcliffe), il coécrit huit livres et les sept premiers volumes de la série classique Reagents for Organic Synthesis connue populairement parmi les chimistes sous le nom de « Fieser et Fieser ». Il est également éditeur et contributeur pour Organic Syntheses.
À l'Université Harvard, Fieser est un membre du corps professoral connu pour avoir utilisé des méthodes inventives pour faire apprendre à ses étudiants, comme la démonstration de « Comment ne pas effectuer une recristallisation » (dans laquelle il laisse un flacon de charbon de bois déborder et créer un gâchis de son bureau et lui-même). Fieser produit même un film éducatif de 28 000 $ pour compléter sa conférence sur la chimie organique. Dans le cadre d'une scène dans laquelle Fieser démontre comment le cholestérol peut être expérimentalement isolé des calculs biliaires, le film présente une photo d'une collection de calculs biliaires surdimensionnés et rares provenant d'hôpitaux de la région de Boston.
Fieser a deux réactifs chimiques portant son nom. Le réactif de Fieser est un mélange de trioxyde de chrome dans de l'acide acétique. La solution de Fieser est une solution aqueuse d'hydroxyde de potassium, d'hydrosulfite de sodium et d'anthraquinone β-sulfonate de sodium utilisée pour éliminer l'oxygène d'un flux gazeux. Les règles de Woodward pour le calcul des maxima d'absorption UV sont également connues sous le nom de règles de Woodward-Fieser. Il est le premier à proposer l'existence d'iceane,.
En 1939, Fieser est impliqué dans une recherche pour l'élucidation de la structure de la vitamine K et il peut rapporter sa synthèse à la fin de cette année. Selon un récent in memoriam, Fieser est un candidat au prix Nobel de physiologie ou médecine en 1941 et 1942 (lorsqu'aucun prix n'est réellement décerné). Cependant, le prix de 1943 est partagé entre Henrik Dam pour la découverte de la vitamine K et Edward Adelbert Doisy pour la découverte de sa nature chimique.
Pendant la Seconde Guerre mondiale, Fieser est en partie responsable d'une expérience militaire qui tourne mal. Le projet X-ray est un plan visant à larguer un grand nombre de chauves-souris avec de petites charges incendiaires avec un fusible temporisé attaché au-dessus du Japon pour déclencher des incendies généralisés. Après que les chauves-souris aient niché dans les habitations et les usines, les mèches temporisées allumaient les charges incendiaires (napalm) et déclenchaient les incendies. Au cours d'un essai, un certain nombre de chauves-souris s'échappent et enflamment les hangars, les casernes et la voiture d'un général de l'aérodrome de Carlsbad. « L'incinération accidentelle de l'aérodrome de l'armée auxiliaire de Carlsbad par des chauves-souris incendiaires est à la fois un haut et un bas pour le projet X-Ray. » Fieser omet le récit des incendies de son propre récit des tests de chauve-souris.
Dow Chemical commence à produire sa formule pour le napalm pendant la Seconde Guerre mondiale. L'utilisation du napalm pendant la guerre du Vietnam suscite la controverse. Fieser, cependant, ne s'est pas excusé pour sa création. Il déclare : « Je n'ai pas le droit de juger de la moralité du napalm simplement parce que je l'ai inventé. »
En 1962, il siège au comité consultatif du Surgeon General des États-Unis qui, en 1964, publie un rapport sur la relation entre le tabagisme et la santé. Fieser est un fumeur invétéré, et ce n'est qu'après avoir reçu un diagnostic de cancer du poumon en 1965 et récupéré qu'il cesse de fumer et commence à promouvoir activement les conclusions du comité.
Fieser est le directeur de thèse du lauréat du prix Nobel de 1987, Donald J. Cram.